# Комунар (Біловський район)
Комунар (рос. Коммунар) — селище в Біловському районі Курської області Російської Федерації.
Населення становить 1163 особи. Входить до складу муніципального утворення Комунаровська сільрада.

## Історія
Населений пункт розташований на території українського етнічного та культурного краю Східна Слобожанщина.
Від 2004 року входить до складу муніципального утворення Комунаровська сільрада.

## Населення
| 2002 | 2010  |
| ---- | ----- |
| 1370 | ↘1163 |